# Taufbecken (Fontenay-Torcy)

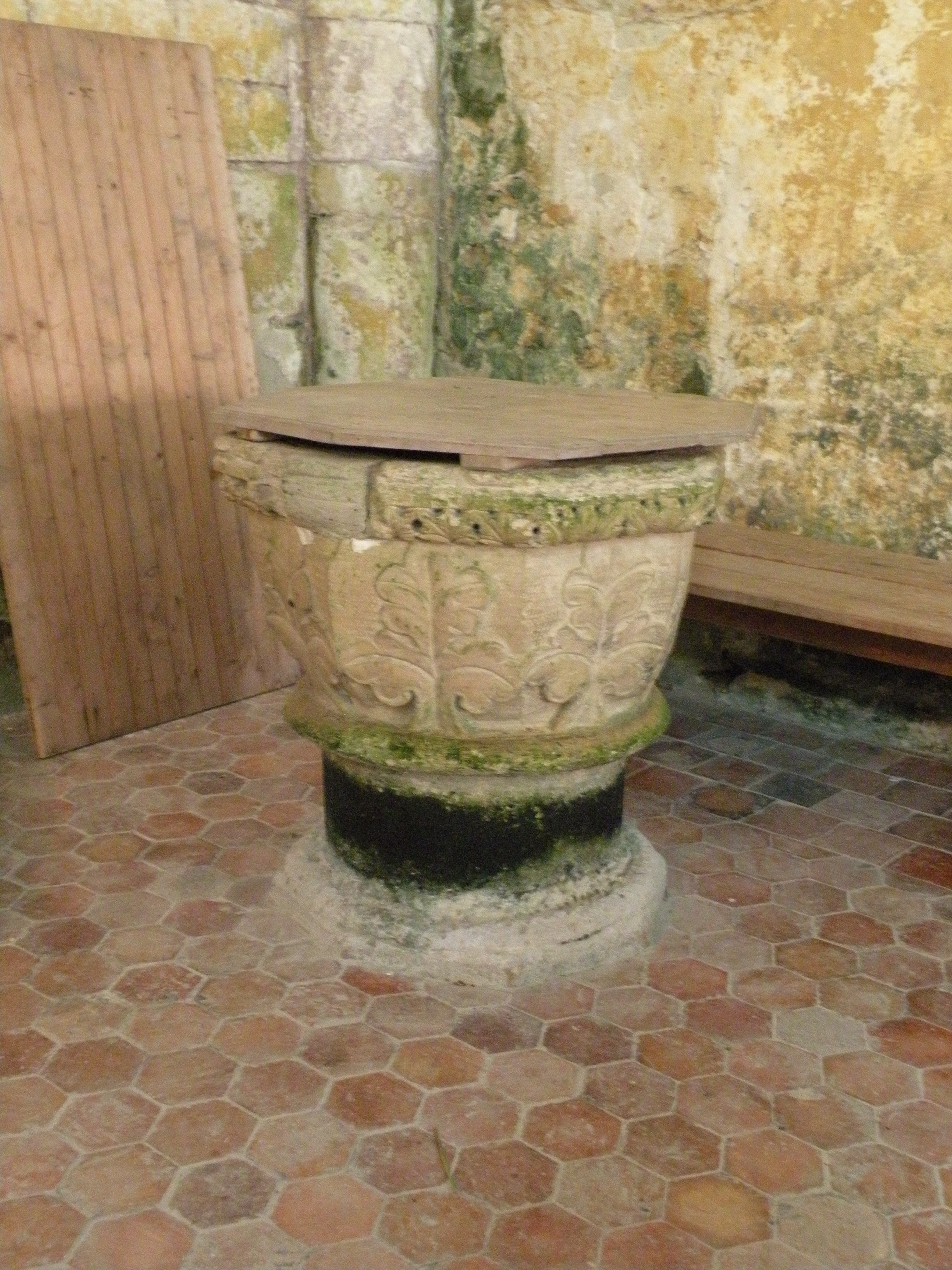
Taufbecken in Fontenay-Torcy

Das Taufbecken in der katholischen Pfarrkirche Notre-Dame in Fontenay-Torcy, einer französischen Gemeinde im Département Oise in der Region Hauts-de-France, wurde im 13. Jahrhundert geschaffen. 
Im Jahr 1912 wurde das gotische Taufbecken als Monument historique in die Liste der geschützten Objekte (Base Palissy) in Frankreich aufgenommen.
Das 87 cm hohe Taufbecken aus Kalkstein steht auf einer achteckigen Basis mit Säule, die mit einem Wulst abschließt. Das Becken ist ebenfalls achteckig, es ist an allen Außenflächen und am oberen Rand mit Reliefs in Form von Blättern geschmückt.